# Élections législatives de 2012 dans les Ardennes
Les élections législatives françaises de 2012 se déroulent les 10 et 17 juin 2012. Dans le département des Ardennes, trois députés sont à élire dans le cadre de trois circonscriptions. Les Ardennes ne sont pas concernées par le redécoupage électoral de 2010.

## Élus
| Circonscription | Député sortant    | Parti | Parti | Groupe | Député élu ou réélu | Parti | Parti | Groupe |
| --------------- | ----------------- | ----- | ----- | ------ | ------------------- | ----- | ----- | ------ |
| 1re             | Bérengère Poletti |       | UMP   | UMP    | Bérengère Poletti   |       | UMP   | UMP    |
| 2e              | Philippe Vuilque  |       | PS    | SRC    | Christophe Léonard  |       | PS    | SRC    |
| 3e              | Jean-Luc Warsmann |       | UMP   | UMP    | Jean-Luc Warsmann   |       | UMP   | UMP    |

## Résultats

### Analyse
Pas de changement dans Ardennes, ancienne place forte de la gauche, qui conserve la circonscription de Givet, en dépit de la compétition opposant le député sortant non réinvesti par le PS Philippe Vuilque au candidat officiellement choisi par les socialistes, Christophe Léonard. Ce dernier remporte la primaire à gauche au premier tour. Les deux autres sortants, UMP, sont reconduits. Bien qu'en recul d'environ cinq points par rapport à 2007, l'ancien président de la commission des lois, Jean-Luc Warsmann, remporte une nouvelle victoire dès le premier tour dans la circonscription de Sedan.

### Résultats à l'échelle du département
| Parti          | Parti                             | Premier tour | Premier tour | Second tour | Second tour | Sièges |
| Parti          | Parti                             | Voix         | %            | Voix        | %           | Sièges |
| -------------- | --------------------------------- | ------------ | ------------ | ----------- | ----------- | ------ |
|                | Union pour un mouvement populaire | 45 178       | 40,56        | 38 657      | 51,23       | 2      |
|                | Nouveau centre                    | 376          | 0,34         |             |             | 0      |
|                | Parti radical                     | 153          | 0,14         | 0           |             |        |
|                | Divers droite dont DLR, PCD       | 153          | 0,14         | 0           |             |        |
|                | Droite parlementaire              | 45 860       | 41,17        | 38 657      | 51,23       | 2      |
|                |                                   |              |              |             |             |        |
|                | Parti socialiste                  | 34 943       | 31,37        | 36 808      | 48,77       | 1      |
|                | Divers gauche dont MRC            | 4 719        | 4,24         |             |             | 0      |
|                | Europe Écologie Les Verts         | 2 242        | 2,01         | 0           |             |        |
|                | Majorité présidentielle           | 41 904       | 37,62        | 36 808      | 48,77       | 1      |
|                |                                   |              |              |             |             |        |
|                | Front national                    | 16 690       | 14,98        |             |             | 0      |
|                | Front de gauche                   | 5 088        | 4,57         | 0           |             |        |
|                | Mouvement démocrate               | 773          | 0,69         | 0           |             |        |
|                | Lutte ouvrière                    | 518          | 0,47         | 0           |             |        |
|                | Alliance écologiste indépendante  | 515          | 0,46         | 0           |             |        |
|                | Divers                            | 42           | 0,04         | 0           |             |        |
|                |                                   |              |              |             |             |        |
| Inscrits       | Inscrits                          | 196 609      | 100,00       | 138 367     | 100,00      | 3      |
| Abstentions    | Abstentions                       | 83 796       | 42,62        | 60 602      | 43,8        |        |
| Votants        | Votants                           | 112 813      | 57,38        | 77 765      | 56,2        |        |
| Blancs et nuls | Blancs et nuls                    | 1 423        | 1,26         | 2 300       | 2,96        |        |
| Exprimés       | Exprimés                          | 111 390      | 98,74        | 75 465      | 97,04       |        |

### Résultats par circonscription

#### Première circonscription (Mézières - Rethel)
| Candidat       | Candidat                          | Parti          | Premier tour | Premier tour | Second tour | Second tour |  |
| Candidat       | Candidat                          | Parti          | Voix         | %            | Voix        | %           |  |
| -------------- | --------------------------------- | -------------- | ------------ | ------------ | ----------- | ----------- |  |
|                | Bérengère Poletti sortante réélue | UMP            | 16 520       | 39,56        | 22 687      | 55,30       |  |
|                | Claudine Ledoux                   | PS             | 14 126       | 33,83        | 18 339      | 44,70       |  |
|                | Anne-Sophie Leclère               | RBM (FN)       | 7 000        | 16,76        |             |             |  |
|                | Sylvain Dalla-Rosa                | FG (PCF)       | 1 992        | 4,77         |             |             |  |
|                | Christophe Dumont                 | EÉLV           | 790          | 1,89         |             |             |  |
|                | Virginie Lauby Heber-Suffrin      | CpF (MoDem)    | 773          | 1,85         |             |             |  |
|                | Joël Nouet                        | LO             | 214          | 0,51         |             |             |  |
|                | Sylvie Goulden                    | AÉI            | 187          | 0,45         |             |             |  |
|                | Christiane Gey                    | DLR            | 153          | 0,37         |             |             |  |
|                |                                   |                |              |              |             |             |  |
| Inscrits       | Inscrits                          | Inscrits       | 73 277       | 100,00       | 73 262      | 100,00      |  |
| Abstentions    | Abstentions                       | Abstentions    | 31 024       | 42,34        | 30 961      | 42,26       |  |
| Votants        | Votants                           | Votants        | 42 253       | 57,66        | 42 301      | 57,74       |  |
| Blancs et nuls | Blancs et nuls                    | Blancs et nuls | 498          | 1,18         | 1 275       | 3,01        |  |
| Exprimés       | Exprimés                          | Exprimés       | 41 755       | 98,82        | 41 026      | 96,99       |  |

#### Deuxième circonscription (Charleville - Givet)
| Candidat       | Candidat                 | Parti          | Premier tour | Premier tour | Second tour | Second tour |  |
| Candidat       | Candidat                 | Parti          | Voix         | %            | Voix        | %           |  |
| -------------- | ------------------------ | -------------- | ------------ | ------------ | ----------- | ----------- |  |
|                | Christophe Léonard élu   | PS             | 10 586       | 30,41        | 18 469      | 53,63       |  |
|                | Boris Ravignon           | UMP            | 10 373       | 29,80        | 15 970      | 46,37       |  |
|                | Benoît Girard            | RBM (FN)       | 5 639        | 16,20        |             |             |  |
|                | Philippe Vuilque sortant | Divers gauche  | 4 720        | 13,56        |             |             |  |
|                | Michèle Leflon           | FG (PCF)       | 1 913        | 5,50         |             |             |  |
|                | Sylvain Baumel           | EÉLV           | 715          | 2,05         |             |             |  |
|                | Alain Sutter             | NC             | 376          | 1,08         |             |             |  |
|                | Mink Takawe              | LO             | 175          | 0,50         |             |             |  |
|                | Jean Pierrard            | AÉI            | 158          | 0,45         |             |             |  |
|                | Claire Combis            | PRV            | 153          | 0,44         |             |             |  |
|                |                          |                |              |              |             |             |  |
| Inscrits       | Inscrits                 | Inscrits       | 64 802       | 100,00       | 65 105      | 100,00      |  |
| Abstentions    | Abstentions              | Abstentions    | 29 375       | 45,33        | 29 641      | 45,53       |  |
| Votants        | Votants                  | Votants        | 35 427       | 54,67        | 35 464      | 54,47       |  |
| Blancs et nuls | Blancs et nuls           | Blancs et nuls | 619          | 1,75         | 1 025       | 2,89        |  |
| Exprimés       | Exprimés                 | Exprimés       | 34 808       | 98,25        | 34 439      | 97,11       |  |

#### Troisième circonscription (Sedan - Vouziers)
|                | Jean-Luc Warsmann sortant réélu | UMP            | 18 285 | 52,50  |  |  |  |
|                | Nelly Fesseau                   | PS             | 10 231 | 29,38  |  |  |  |
|                | Laurent Guilbert                | RBM (FN)       | 4 051  | 11,63  |  |  |  |
|                | Claudette Moraine               | FG (CCA) (PCF) | 1 183  | 3,40   |  |  |  |
|                | Sophie Perrin                   | EÉLV           | 737    | 2,12   |  |  |  |
|                | Marie-Claude Bihin-Dury         | AÉI            | 170    | 0,49   |  |  |  |
|                | Nadia Octave                    | LO             | 129    | 0,37   |  |  |  |
|                | André Trottin                   | Divers         | 42     | 0,12   |  |  |  |
|                |                                 |                |        |        |  |  |  |
| Inscrits       | Inscrits                        | Inscrits       | 58 526 | 100,00 |  |  |  |
| Abstentions    | Abstentions                     | Abstentions    | 23 312 | 39,83  |  |  |  |
| Votants        | Votants                         | Votants        | 35 214 | 60,17  |  |  |  |
| Blancs et nuls | Blancs et nuls                  | Blancs et nuls | 386    | 1,1    |  |  |  |
| Exprimés       | Exprimés                        | Exprimés       | 34 828 | 98,9   |  |  |  |